# Борисоглібська вулиця (Чернігів)
Борисоглі́бська вулиця — вулиця у м. Чернігові.

## Історія
Магістраль прокладена згідно з регулярним планом 1805 року, хоча її вектор намітився ще в І пол. XVIII століття. Простяглася між колишнім ровом Чернігівської фортеці та другою лінією укріплень форштадту — сучасними вулицями Преображенською та Шевченка відповідно — по території, відомій у міській топографії як «Могилки»:
|                                          | Сего урочища память отчасти истребилась. Оно находилось противъ сѣверо-западнаго вала крѣпости, Дунинымъ Борковскимъ воздвигнутой, гдѣ нынѣ обывательскія строенія по улицѣ Преображенской, противъ строющагось Губернаторскаго дома, на площади Преображенской. Названіе сего урочища, конечно, произошло отъ бывшихъ тутъ могилъ, но с котораго времени и по какому случаю онѣ произошли, требуетъ впредь дальнѣйшаго изслѣдованія. (рос. дореф.) |
| — О старыхъ урочищахъ въ городѣ, Марковъ | |

У часи Русі територія Окольного граду. За припущенням А. А. Карнабіди тут міг бути розташований міський Торг до переміщення у Передгороддя
У відповідності до традицій, за територіальною релевантністю до Собору Бориса й Гліба та колишнього однойменного монастиря, новостворена вулиця отримала назву Борисоглібської (оригінальне написання рос. дореф. Борисо-Глѣбская).

Перспектива вулиці Борисоглібської з соборної дзвіниці на Валу. Світлина Р. А. Чарнецького, кін. ХІХ ст.

Перспектива вулиці Борисоглібської від перехрестя зі Святомиколаївською та будинок-студія Р. А. Чарнецького. Світлина Р. А. Чарнецького, кін. ХІХ ст.

Починаючи від другої чверті ХІХ століття вулиця Борисоглібська активно забудовується індивідуальними житловими будинками. Мала досить незвичну колористику, відображену в акварелях М. В. Добужинського.
На Борисоглібській вулиці розташовувався ряд крамниць та ательє, зокрема, від 1895 року на розі з Богоявленською (нині — Шевченка) містилася галантерея М. Каганова, там же розташовувалися типографія та крамниця письмового приладдя Г. Веселої. З боку вулиці Бульварної (нині — Преображенська) містився афільований до Чернігівської громадської бібліотеки кабінет для читання, власником якого був купець Й. Ідліс. Там же, на розі Борисоглібської та Бульварної (після 1911 — Царської), в середині 1910-х діяв магазин-майстерня Я. Бурдукалова, спеціалізацією підприємства було виготовлення меблів, багетні роботи, ремонт музичних інструментів та виготовлення домовин. До підприємницької інфраструктури вулиці належав також готель та ресторан Виноградова. Амплітуда цін на номери коливалася від 60 коп. до 1 р. 25 коп., що було середнім показником для міста
. У першій половині 1920-х на розі з вулицею Карла Маркса (нині — Преображенська) діяла Перша артіль інвалідів ковбасного виробництва. Станом на 1924 рік на розі з вулицею Карла Лібкнехта (нині — Святомиколаївська) функціонував стоматологічний кабінет лікаря Трабера. У 1930-х на вулиці було розташовано дві промислові артілі та швейну фабрику.
Під час Другої світової війни вся дерев'яна забудова була цілковито знищена. При повоєнному відновленні акцент вирішено зробити на пішохідній ролі вулиці. Повоєнним генеральним планом забудови міста, опрацьованим архітектором Н. Ф. Панчук, передбачалося створення широкого, до 54 м, пішохідного бульвару на місці зруйнованої магістралі; аналогічну пропозицію подав у своєму проєкті відновлення М. В. Холостенко.
У цілому ідея облаштування бульвару була підтримана, проте зі скороченням загальної ширини. У зв'язку з таким рішенням, проєктом відбудови було передбачено значний відступ між червоною лінією нової забудови та полотном дороги задля влаштування зеленої зони, крім того, з урахуванням розкриття видової перспективи на комплекс пам'яток Чернігівського Валу, забудову вулиці було здійснено під кутом, таким чином її загальна ширина в напрямку Валу збільшується майже вдвічі. Також враховано вимогу щодо висотності забудови — блакитна лінія обмежує будівництво вище ніж п'ять поверхів. Увесь комплекс повоєнних житлових будівель каре вулиці, зведений упродовж кінця 1950-х — на початку 1960-х, отримав назву «17-й квартал».
Після відновлення магістраль набула статусу повністю пішохідної вулиці, якою лишається. Загальна довжина — 300 м.
У 1919 році більшовицька влада перейменувала вулицю Борисоглібську на Трудову. Під час німецької окупації міста в період Другої світової війни наказом № 107 Чернігівської міської управи від 12 грудня 1941 року вулиці повернуто початкову назву. Після витіснення німецьких військ з міста восени 1943 року, радянськими органами влади магістралі знову дано назву Трудової. У зв'язку зі святкуванням 1964 року 20-ї річниці витіснення німецьких та афільованих із ними сил з України, вулицю було переіменовано на честь Героя Радянського Союзу майора О. І. Серьожникова.
У лютому 1861 року на перехресті Борисоглібської та Воздвиженської вулиць у приватному будинку Михайлових було відкрито «Магазин книг і журналів Маркуса Кранца» — одну із найбільших і найпрогресивніших книготоргових крамниць міста, з часом магазин перетворився також на бібліотеку для читання. Тут знаходилася редакція «Чернігівського листка» Л. І. Глібова. Магазин згорів у міській пожежі в ніч з 30 на 31 травня 1862 року.
Орієнтовно від 1884 року на Борисоглібській вулиці у власному будинку було розташоване фотоательє Р. А. Чарнецького — один із перших закладів фотосправи в місті. Сам будинок був дерев'яним із дуже незвичним оздобленням.
|                                            | ...будинок [Чарнецького], надто парадні двері, мав настільки цікаве архітектурне вирішення, що його зобразив відомий російський художник Георгій Лукомський. Репродукцію цієї картини було надруковано в одному з художніх журналів. |
| — Зі спогадів В. К. Пухтинського, переклад | |

Власник ательє досягнув значних успіхів, про що свідчить статус фотографа Імператорського Московського археологічного товариства, ряд медалей за участь у виставках.
|                                                             | Власник відомої у Чернігові фотографії Р. А. Чарнецький через губернатора передав імператору альбом зроблених ним світлин з краєвидами пам'ятних місць Чернігова. Імператор щиро подякував фотомайстрові, подарувавши йому золотого годинника на ланцюжку із гербом Російської держави. |
| — Черниговскія Губернскія Вѣдомости, квітень 1899, переклад | |

Заклад припинив існування після 1912 року зі смертю Р. Чарнецького. Будинок згорів під час бомбардувань Чернігова 23—25 серпня 1941 року.
У 1937 році на розі вулиць Трудової та Карла Лібкнехта (нині — Святомиколаївської) було зведено триповерховий будинок навчальної курсової бази облспоживспілки у стилі неокласицизм. Споруда постраждала під час Німецько-радянської війни, залишившись майже єдиною уцілілою будівлею споміж усієї забудови вулиці. У повоєнний час була відновлена для потреб райспоживспілки.
У 1992 році на місці, де до 1941 року знаходилася садиба родини Нерод, встановлено дошку-барельєф Г. В. Нероді.
У 1990 на початку вулиці як паркову скульптуру встановлено модерністську композицію «Совість».
28 липня 2022 року рішенням виконавчого комітету Чернігівської міської ради вулиці було повернуто історичну назву Борисоглібська.

### Видатні мешканці

Могила Камілли Чарнецької, дружини фотографа, поряд припускається поховання Р. А. Чарнецького. Петропавлівське кладовище, католицька ділянка

- Чарнецький Рафаїл Андрійович — дворянин, знаний чернігівський фотохудожник, майстер портретної фотографії та автор серії світлин з видами міста.

### Цікаві факти
- У 1890-х на розі Борисоглібської та Преображенської вулиць у приватному будинку Г. М. Мацка містилося ательє дамської сукні Смолянської. Власниця закладу стала героїнею чернігівської кримінальної хроніки кінця століття:|                                                   | 35-лѣтняя Магдалена Элизабета Смолянская съ цѣлью самоубійства напилась раствору карбоновой кислоты. Спасти ея не удалось. (рос. дореф.) |
| — Черниговскія Губернскія Вѣдомости, декабрь 1897 | |

## Пам'ятки архітектури та історії, інфраструктура та об'єкти
Споруди
- буд. № 2

Пам'ятні дошки:
1. Серьожникову Олександру

- буд. № 6 — Будинок облспоживспілки (1937 р., стиль неокласицизм)

На цей час:
1. Головний офіс ПриватБанку в м. Чернігів

- буд. № 8

Пам'ятні дошки:
1. Нероді Георгію

- буд. № 8а — будинок приходського священника Воздвиженської церкви (ІІ пол. ХІХ ст.)

## Галерея

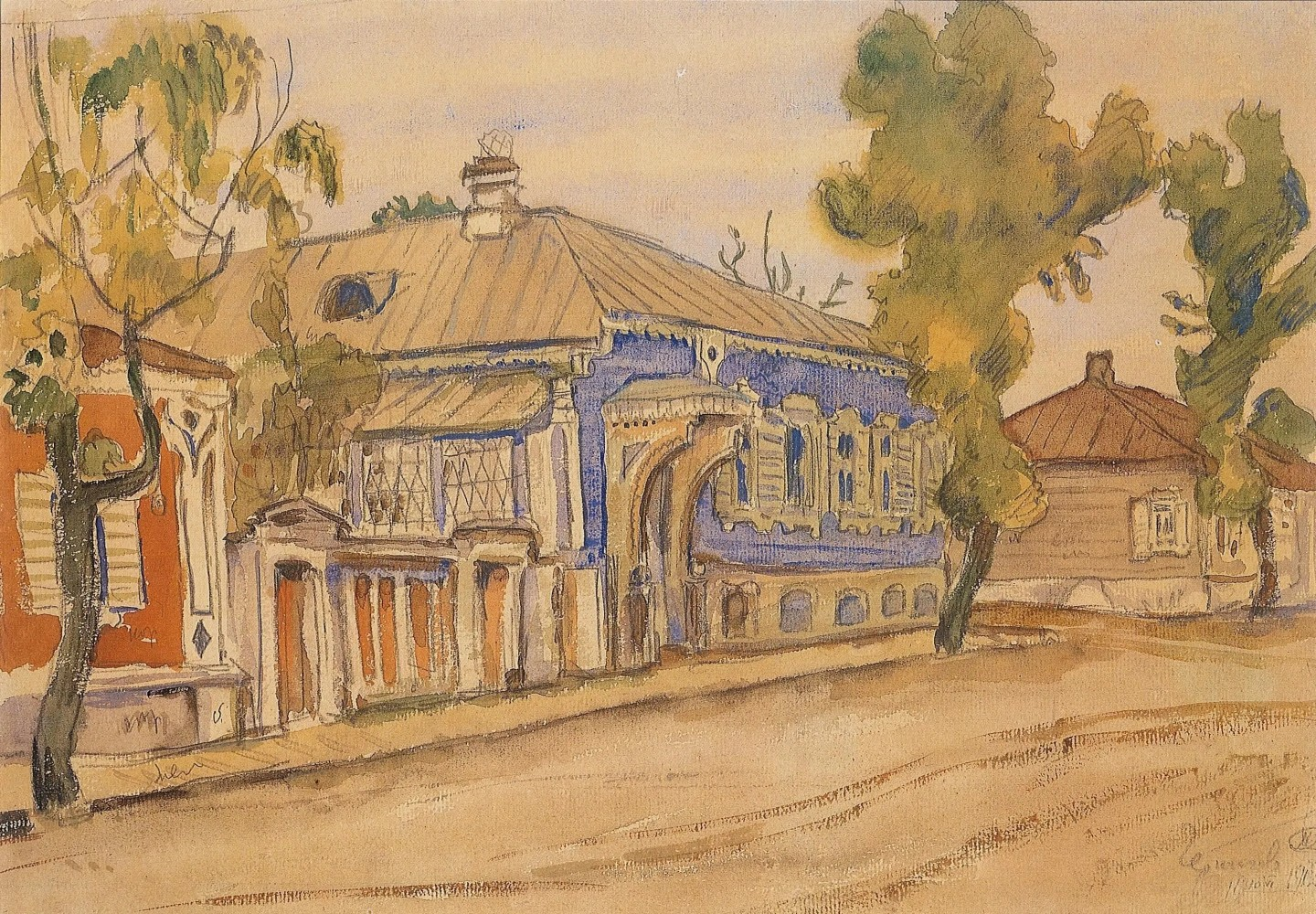
«Вулиця Борисоглібська». Акварель М. В. Добужинського, 1912 р.
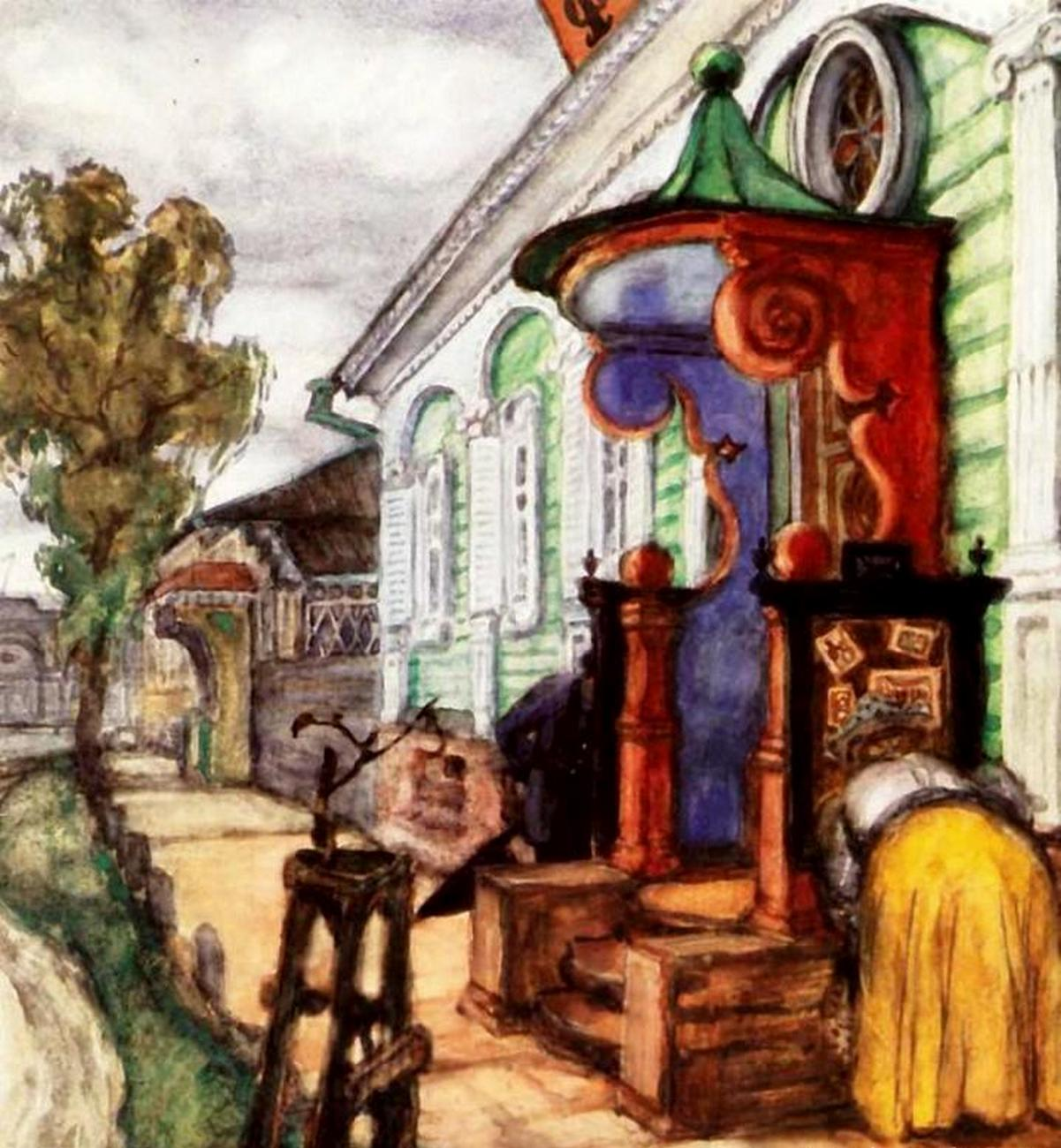
«Чернігів. Фотографія». (Вигляд будинку-студії Р. А. Чарнецького). Акварель М. В. Добужинського, 1912 р.
Чернігів, будинок Чарнецького. Рисунок Г. К. Лукомського, поч. ХХ ст.
Перспектива вулиці Трудової, вигляд станом на кінець 1943 р.
Барельєф на місці будинку родини Нерод (нині відсутній)